# Кэри, Томас
Томас Кэри (англ. Thomas Carew; 1594 или 1595 — 1640) — английский поэт, придворный и дипломат.

## Биография
Томас Кэри был сыном сэра Мэтью Кэри, владельца канцелярии, и его жены, Элис Ингпенни, вдовы сэра Джона Риверса, лорд-мэра Лондона. Поэт был, вероятно, третьим из одиннадцати детей. Он был рождён в Вэст Викхэм, в Лондоне, в 1594 или 1595 году. В июне 1608 года Томас Кэри поступил в Колледж Мёртон в Оксфорде. Получив степень бакалавра гуманитарных наук в 1611 году, он продолжил учёбу в Middle Temple («Средний темпл» — один из четырёх «Судебных иннов» — английских школ подготовки барристеров). Двумя годами позже его отец пожаловался сэру Дадли Карлтону на то, что его сын не справляется с учёбой. Из-за этого Томас Кэри был отправлен в Италию как член семейства сэра Дадли. Томас Кэри работал секретарём сэра Карлтона в Гааге в начале 1616 года. Тем не менее, он был уволен осенью этого года из-за ветреного характера и клеветы; очень сложно было найти другую работу. В августе 1618 года умирает его отец, и Томас поступает на службу к Эдварду Херберту, барону из Чербэри. В его сопровождении Кэри отправился во Францию в марте 1619 года. В апреле 1624 года после завершения своих дипломатических миссий он вернулся в Англию.
Неплохо разбиравшийся в искусстве Карл I благоволил к Томасу Кэри, называя его одним из самых остроумных людей при дворе. Надо полагать, что в 1630 году Кэри стал «прислужником» у короля. К этому периоду следует отнести его близкую дружбу с сэром Джоном Саклингом, Бэном Джонсоном и Эдуардом Хайдом, первым графом Кларендона. Последний называл Кэрью «человеком приятного и живого ума». Джон Донн, славившийся при дворе, оказал значительное влияние на Кэри. В феврале 1633 года Coelum Britanicum — представление с масками (masque) Томаса Кэри было поставлено в банкетном зале в Уайтхолл, а затем издано в 1634 году.
Об окончании жизни Кэри мало известно. Долгое время предполагалось, что он умер в 1639 году. Это предположение было основано на том, что первому изданию его Стихотворений (Poems), опубликованному в 1640 году, казалось, был присущ посмертный характер. Но Клэредон говорит, что «после 50 лет жизни, проведённой с меньшей серьёзностью и аккуратностью, чем положено, он умер с величайшими угрызениями совести за эту вольность». Если Кэри был старше 50 лет, должно быть, он умер в 1645 году или позже, и к тому же в свет вышли последние дополнения к его Стихотворениям в третьем издании в 1651 году.

## Отзывы критиков
Кэри долгое время признавали значительной фигурой в истории английской литературы. Его первые критики — в большинстве своём другие поэты — несомненно выделяли его работы. Среди многих других, двое из числа самых знаменитых писателей времени, Сэр Джон Саклинг и Уильям Давенант (William Davenant), отдавали должное Кэри, восхищаясь его мастерством. Тем не менее, репутация Кэри медленно, но верно ухудшалась во второй половине XVII века. Несмотря на некоторый интерес к Кэри в последующие годы, до XX века критики не возвращались к творчеству Кэри и не рассматривали его роль в истории английской литературы. Ф. Р. Ливис (Leavis) писал в 1936: «Кэри, как мне кажется, имеет претензии на больший почёт, нежели тот, который ему оказывают. Его можно поставить в один ряд с Лавлэйс (Lovelace) и Саклингом (Suckling).» Позднее, место Кэри среди поэтов-кавалеров (Cavalier poets) было переосмысленно, так же, как и его сходство с Бэном Джонсоном и Джоном Донном; «Блаженство» («A rapture») был внимательно исследован как со стороны биографической, так и выдуманной; погребальная поэзия была изучена как субжанр; свидетельства взглядов Кэри, касающихся политической иерархии, были найдены в его стихах, написанных по особым случаям; любовь и ухаживание были темами в стихотворениях из цикла Селия. К концу XX века, Кэри признали важным поэтом-представителем своего времени и мастером лирики. Согласно Эдмунду Госсу, «Стихотворения Кэри, в своих лучших проявлениях, восхитительны и по-настоящему чувственны».

## Поэзия
Стихотворения Кэри — чувственная поэзия. Они открывают нам, как он сам сказал, «сокровищницу богатой и полной смысла мечты». На его метрический стиль повлиял Джонсон, а на воображение Донн, которым он неимоверно восхищался. У Кэрью была ясность и непосредственность в лирике, не знакомая Донну. Томас Кэри был одним из первых авторов песен кавалеров (cavalier songs), Джон Уилмот (John Wilmot) был его последователем. Поэты показывали постыдные случаи праздной жизни двора в стихах, которым зачастую была присуща редкая утончённость и чистейшая мелодия и цвет. Самое длинное стихотворение Кэри «Блаженство» («A rapture») было бы выше оценено, если бы богатая фантазия была обуздана сдержанностью вкуса. Наградой его потомкам стало то, что поэзия Кэрью была исследована такими критиками XIX века, как Чарльз Нивз (Charles Neaves), который даже спустя два столетия считал, что поэзия Кэри находится на «чувственной» грани приличия.
«Стихотворения» («Poems») Томаса Кэри — это сборник стихотворений, песен, пасторалей, поэтических диалогов, элегий и стихотворений, написанных по особому случаю. Большинство стихотворений небольшие, самое длинное из них «Блаженство» («A Rapture») содержит 166 строк, больше половины других содержат меньше 50 строк. Основное место в наследии Кэри занимает любовная лирика. Самим пониманием любви Кэри больше обязан Джону Донну, автору элегий и других стихотворений в стиле Овидия, чем Джонсону, хотя и тут он по-своему переосмысливает традицию Донна. Несколько стихотворений, включая «An Elegy upon the death ot the Deane of Pauls, Dr. John Donne», — дань памяти. Другие, в частности «To Saxham» прославляют загородную жизнь, и несколько отмечают такие события, как успешная постановка пьесы («To my worthy Friend, M. D’Avenant, upon his Excellent Play, The Iust Italian») или свадьба друзей («On the Marriage of T. K. and C. C. the Morning Stormie»). Многие песни и стихи адресованы женщине, о которой до сих пор нет никаких сведений- Селии. Селия, очевидно, была возлюбленной Кэри многие годы. Стихотворения к Селии говорят о настойчивых ухаживаниях, о том, что нужно «ловить мгновение».
Физические удовольствия любви также отмечаются: «Блаженство» («A Rapture») графически описывает сексуальный контакт через аналогию, эвфемизм, парадокс, в то время как «Любовные ухаживания» («Loves Courtship») говорит о раннем лишении невинности. Ряд стихотворений Кэрью сосредоточены на теме поэзии как таковой. Его элегия к Джону Донну была оценена как шедевр критики, а также как выдающийся проницательный анализ метафизических характеристик литературной деятельности Донна. Томас Кэри в своей элегии на смерть Джона Донна назвал его «королём, правившим по своему произволению всемирной монархией ума». Английский поэт и сценарист Бэн Джонсон — это тема другого критического стиха «To Ben Johnson, Upon Occasion of His Ode of Defiance Annext to His Play of The New Inne». Это стихотворение, как и элегия к Донну, затрагивает тему стиля смысла литературной деятельности автора, а также личные его качества. Среди стихотворений Кэри «по случаю» известны его обращения к любительницам моды, похвала великодушия, похоронные песни по поводу смерти друзей или известных людей, таких как король Швеции Густав Адольф.